# Maccheroni con le noci
I maccheroni dolci con le noci, nella cucina viterbese e umbra, sono un tipico dolce festivo natalizio (dalla vigilia di Natale all'Epifania), talvolta preparato anche per Tutti i Santi e per la festa dei Morti.
Si tratta di una normale pastasciutta condita, però, in modo da avere un deciso sapore dolce e da consumarsi fredda. Può essere pasticciata oppure compressa in una sorta di timballo preparato quando la pasta è ancora molto calda.
Viene preparata con maltagliati, lasagne, reginette, strangozzi o con una pasta comunque lunga non all'uovo. Nelle zone di Trevi e Spoleto si usa anche prepararla con degli gnocchi molto morbidi ed elastici, fatti con farina e acqua bollente. Dopo la lessatura si condisce con un impasto a base di gherigli di noci tritati, pangrattato, zucchero e cannella a cui si possono aggiungere rum, mistrà o cacao.
Presenti anche nella cucina marchigiana, sono però tipici della Tuscia, dove vengono conditi, oltre ai prodotti di base già detti, anche nei modi più fantasiosi, utilizzando ad esempio con pane al miele o ciambelline al vino grattate, scaglie di cioccolato fondente, caramelline decorative. Al giorno d'oggi vengono utilizzate anche paste lunghe all'uovo e il pane al miele ha un uso più limitato rispetto alle ciambelline